# تونل (فیلم ۱۹۳۳)
تونل (انگلیسی: The Tunnel) فیلمی در ژانر علمی–تخیلی است به کارگردانی کرتیس برنهارت که در سال ۱۹۳۳ منتشر شد.